# Lisove, Manevîci
Lisove (în ucraineană Лісове) este localitatea de reședință a comunei Lisove din raionul Manevîci, regiunea Volînia, Ucraina.

## Demografie
Componența lingvistică a localității Lisove
     Ucraineană (99,46%)
     Alte limbi (0,36%)
Conform recensământului din 2001, majoritatea populației localității Lisove era vorbitoare de ucraineană (99,46%), existând în minoritate și vorbitori de alte limbi.